# Bromochlorosalicylanilide
Bromochlorosalicylanilide là thuốc chống nấm. Nó có thể gây viêm da tiếp xúc dị ứng ở một số người.